# Ski de fond aux Jeux olympiques de la jeunesse d'hiver de 2012
Navigation
2016
Les épreuves de ski de fond aux Jeux olympiques de la jeunesse d'hiver de 2012 ont eu lieu au Seefeld Arena à Seefeld, près d'Innsbruck en Autriche, du 17 au 21 janvier 2012. Cinq épreuves ont eu lieu (2 par sexe et un relais mixte avec des biathlètes).

## Médailles

### Tableau des médailles
| Rang  | Nation     | Or | Argent | Bronze | Total |
| ----- | ---------- | -- | ------ | ------ | ----- |
| 1     | Norvège    | 2  | 0      | 1      | 3     |
| 1     | Russie     | 2  | 0      | 1      | 3     |
| 3     | Slovénie   | 0  | 1      | 1      | 2     |
| 4     | Allemagne  | 0  | 1      | 0      | 1     |
| 4     | Japon      | 0  | 1      | 0      | 1     |
| 4     | Suède      | 0  | 1      | 0      | 1     |
| 7     | Kazakhstan | 0  | 0      | 1      | 1     |
| Total | Total      | 4  | 4      | 4      | 12    |

### Épreuves
| Épreuves                                              | Or                         | Or               | Argent                 | Argent   | Bronze                     | Bronze   |
| ----------------------------------------------------- | -------------------------- | ---------------- | ---------------------- | -------- | -------------------------- | -------- |
| 10 km hommes résultats détaillés                      | Alexander Selyaninov (RUS) | 29 min 28 s 8    | Kentaro Ishigawa (JPN) | + 11 s 4 | Sergey Malyshev (KAZ)      | + 28 s 7 |
| Sprint hommes résultats détaillés                     | Andreas Molden (NOR)       |                  | Marius Cebulla (GER)   |          | Alexander Selyaninov (RUS) |          |
| 5 km femmes résultats détaillés                       | Anastasia Sedova (RUS)     | 14 min 18 s 0    | Anamarija Lampič (SLO) | + 19 s 7 | Lea Einfalt (SLO)          | + 43 s 2 |
| Sprint femmes résultats détaillés                     | Silje Theodorsen (NOR)     |                  | Jonna Sundling (SWE)   |          | Linn Eriksen (NOR)         |          |
| Relais mixte ski de fond/biathlon résultats détaillés | Allemagne                  | 1 h 4 min 23 s 4 | Russie                 | + 58 s 9 | États-Unis                 | + 59 s 6 |

## Système de qualification
Chaque nation peut envoyer un maximum de 4 athlètes (2 hommes et 2 femmes). Les sept pays les mieux placés aux championnats du monde junior de ski nordique ainsi que le pays hôte, l'Autriche, auront le droit d'envoyer le maximum de 4 athlètes. D'autres places seront attribuées aux pays suivants qui ont marqué des points pour le Trophée Marc Holder aux mêmes championnats. Les places restantes seront distribuées aux nations non encore qualifiées, avec un maximum d'un homme et d'une femme par nation. Les places par nation, mises à jour, ont été annoncées le 13 mai 2011 mais elles sont sujettes à des changements.

## Qualifiés par pays
| CNO                | Hommes | Femmes | Total |
| ------------------ | ------ | ------ | ----- |
| Allemagne          | 2      | 2      | 4     |
| Argentine          | 1      | 0      | 1     |
| Arménie            | 1      | 1      | 2     |
| Australie          | 1      | 1      | 2     |
| Autriche           | 2      | 2      | 4     |
| Biélorussie        | 1      | 1      | 2     |
| Bosnie-Herzégovine | 1      | 0      | 1     |
| Bulgarie           | 1      | 1      | 2     |
| Canada             | 1      | 1      | 2     |
| Corée du Sud       | 1      | 1      | 2     |
| Chine              | 0      | 1      | 1     |
| Croatie            | 1      | 1      | 2     |
| Danemark           | 1      | 1      | 2     |
| Espagne            | 1      | 1      | 2     |
| Estonie            | 1      | 1      | 2     |
| États-Unis         | 1      | 1      | 2     |
| Finlande           | 2      | 2      | 4     |
| France             | 2      | 2      | 4     |
| Grande-Bretagne    | 1      | 1      | 2     |
| Grèce              | 1      | 0      | 1     |
| Hongrie            | 1      | 0      | 1     |
| Iran               | 1      | 0      | 1     |
| Islande            | 1      | 0      | 1     |
| Italie             | 1      | 1      | 2     |
| Japon              | 2      | 2      | 4     |
| Kazakhstan         | 1      | 1      | 2     |
| Kirghizistan       | 1      | 0      | 1     |
| Lettonie           | 1      | 1      | 2     |
| Liechtenstein      | 1      | 0      | 1     |
| Lituanie           | 1      | 1      | 2     |
| Macédoine          | 1      | 0      | 1     |
| Mongolie           | 1      | 0      | 1     |
| Norvège            | 2      | 2      | 4     |
| Pologne            | 1      | 1      | 2     |
| République tchèque | 1      | 1      | 2     |
| Roumanie           | 1      | 1      | 2     |
| Russie             | 2      | 2      | 4     |
| Slovaquie          | 1      | 1      | 2     |
| Slovénie           | 2      | 2      | 4     |
| Suède              | 1      | 1      | 2     |
| Suisse             | 1      | 1      | 2     |
| Turquie            | 1      | 0      | 1     |
| Ukraine            | 1      | 1      | 2     |
| Total athlètes     | 50     | 40     | 90    |
| Total CNO          | 42     | 32     | 42    |

## Résultats

### 10kmhommes
L'épreuve s'est déroulée le 17 janvier avec 48 participants
| Rang                                | Dossard | Nom                         | Pays               | Temps         | Écart           |
| ----------------------------------- | ------- | --------------------------- | ------------------ | ------------- | --------------- |
| Médaille d'or, Jeux olympiques      | 37      | Alexander Selyaninov        | Russie             | 29 min 28 s 8 | —               |
| Médaille d'argent, Jeux olympiques  | 47      | Kentaro Ishigawa            | Japon              | 29 min 40 s 2 | + 0 min 11 s 4  |
| Médaille de bronze, Jeux olympiques | 49      | Sergey Malyshev             | Kazakhstan         | 29 min 57 s 5 | + 0 min 28 s 7  |
| 4                                   | 34      | Chrisander Skjoenberg Holth | Norvège            | 30 min 14 s   | + 0 min 45 s 3  |
| 5                                   | 23      | Joonas Sarkkinen            | Finlande           | 30 min 21 s 7 | + 0 min 52 s 9  |
| 6                                   | 33      | Christian Stiebritz         | Allemagne          | 30 min 24 s 0 | + 0 min 55 s 2  |
| 7                                   | 44      | Miha Šimenc                 | Slovénie           | 30 min 30 s 9 | + 1 min 2 s 1   |
| 8                                   | 18      | Andreas Veerpalu            | Estonie            | 30 min 42 s 2 | + 1 min 13 s 4  |
| 9                                   | 45      | Petr Knop                   | République tchèque | 30 min 44 s 8 | + 1 min 16 s 0  |
| 10                                  | 48      | Marcus Ruus                 | Suède              | 31 min 2 s 7  | + 1 min 33 s 9  |
| 11                                  | 46      | Jason Rüesch                | Suisse             | 31 min 10 s 4 | + 1 min 41 s 6  |
| 12                                  | 35      | Marius Cebulla              | Allemagne          | 31 min 15 s 8 | + 1 min 47 s 0  |
| 13                                  | 29      | Andreas Molden              | Norvège            | 31 min 16 s 3 | + 1 min 47 s 5  |
| 14                                  | 31      | Manuel Perotti              | Italie             | 31 min 22 s 5 | + 1 min 53 s 7  |
| 15                                  | 26      | Dawid Bril                  | Pologne            | 31 min 27 s 8 | + 1 min 59 s 0  |
| 16                                  | 43      | Patrick Caldwell            | États-Unis         | 31 min 30 s 1 | + 2 min 1 s 3   |
| 17                                  | 25      | Takuto Terabayashi          | Japon              | 31 min 30 s 9 | + 2 min 2 s 1   |
| 18                                  | 40      | Nikita Khabarov             | Russie             | 31 min 31 s 2 | + 2 min 2 s 4   |
| 19                                  | 38      | Simeon Deyanov              | Bulgarie           | 31 min 35 s 7 | + 2 min 6 s 9   |
| 20                                  | 36      | Oleksii Krasovskyi          | Ukraine            | 31 min 53 s 0 | + 2 min 24 s 2  |
| 21                                  | 30      | Thomas Chambellant          | France             | 31 min 55 s 0 | + 2 min 26 s 2  |
| 22                                  | 28      | Matic Slabe                 | Slovénie           | 31 min 55 s 2 | + 2 min 26 s 4  |
| 23                                  | 27      | Richard Jouve               | France             | 32 min 1 s 8  | + 2 min 33 s 0  |
| 24                                  | 20      | Arnis Petersons             | Lettonie           | 32 min 14 s 7 | + 2 min 45 s 9  |
| 25                                  | 24      | Joona Joensuu               | Finlande           | 32 min 24 s 3 | + 2 min 55 s 5  |
| 26                                  | 41      | Alexander Gotthalmseder     | Autriche           | 32 min 34 s 6 | + 3 min 5 s 8   |
| 27                                  | 39      | Andrej Segeč                | Slovaquie          | 32 min 44 s 5 | + 3 min 15 s 7  |
| 28                                  | 21      | Hamza Dursun                | Turquie            | 32 min 55 s 5 | + 3 min 26 s 7  |
| 29                                  | 13      | Matthew Saurette            | Canada             | 32 min 55 s 8 | + 3 min 27 s 0  |
| 30                                  | 32      | Florin Daniel Pripici       | Roumanie           | 33 min 15 s 4 | + 3 min 46 s 6  |
| 31                                  | 22      | Martin Vögeli               | Liechtenstein      | 33 min 20 s 5 | + 3 min 51 s 7  |
| 32                                  | 19      | Krešimir Crnković           | Croatie            | 33 min 27 s 4 | + 3 min 58 s 6  |
| 33                                  | 12      | Jaunius Drusys              | Lituanie           | 33 min 46 s 3 | + 4 min 17 s 5  |
| 34                                  | 42      | Johannes Fabian Kattnig     | Autriche           | 33 min 57 s 6 | + 4 min 28 s 8  |
| 35                                  | 14      | Maksim Hardzias             | Biélorussie        | 34 min 0 s 4  | + 4 min 31 s 6  |
| 36                                  | 15      | Adrian Clavero              | Espagne            | 34 min 52 s 2 | + 5 min 23 s 4  |
| 37                                  | 17      | Scott Dixon                 | Grande-Bretagne    | 35 min 2 s 2  | + 5 min 33 s 4  |
| 38                                  | 7       | Gunnar Birgisson            | Islande            | 35 min 6 s 8  | + 5 min 38 s 0  |
| 39                                  | 16      | Goran Kosarac               | Bosnie-Herzégovine | 35 min 49 s 1 | + 6 min 20 s 3  |
| 40                                  | 6       | Ji Won                      | Corée du Sud       | 36 min 24 s 0 | + 6 min 55 s 2  |
| 41                                  | 10      | Yaghoob Kiashemshaki        | Iran               | 37 min 14 s 4 | + 7 min 45 s 6  |
| 42                                  | 1       | Usukhbayar Dandar           | Mongolie           | 37 min 16 s 0 | + 7 min 47 s 2  |
| 43                                  | 5       | Zeno Bodnar                 | Hongrie            | 37 min 22 s 3 | + 7 min 53 s 5  |
| 44                                  | 8       | Alex Gibson                 | Australie          | 38 min 20 s 4 | + 8 min 51 s 6  |
| 45                                  | 9       | Hrachik Sahakyan            | Arménie            | 38 min 25 s 7 | + 8 min 56 s 9  |
| 46                                  | 4       | Zafar Shakhmuratov          | Kirghizistan       | 39 min 7 s 1  | + 9 min 38 s 3  |
| 47                                  | 3       | Alejo Hlopec                | Argentine          | 40 min 33 s 8 | + 11 min 5 s 0  |
| 48                                  | 11      | Dimitrios Kyriazis          | Grèce              | 40 min 40 s 8 | + 11 min 12 s 0 |
| —                                   | 2       | Eirik Stonor                | Danemark           | Non partant   | Non partant     |

### Sprint hommes
L'épreuve s'est déroulée le 19 janvier avec 50 participants,,.
| Rang                                | Nom                         | Pays               | Performance     |
| ----------------------------------- | --------------------------- | ------------------ | --------------- |
| Médaille d'or, Jeux olympiques      | Andreas Molden              | Norvège            | Finale          |
| Médaille d'argent, Jeux olympiques  | Marius Cebulla              | Allemagne          | Finale          |
| Médaille de bronze, Jeux olympiques | Alexander Selyaninov        | Russie             | Finale          |
| 4                                   | Marcus Ruus                 | Suède              | Finale          |
| 5                                   | Patrick Caldwell            | États-Unis         | Finale          |
| 6                                   | Kentaro Ishikawa            | Japon              | Finale          |
| 7                                   | Chrisander Skjoenberg Holth | Norvège            | Demi-finale     |
| 8                                   | Sergey Malyshev             | Kazakhstan         | Demi-finale     |
| 9                                   | Christian Stiebritz         | Allemagne          | Demi-finale     |
| 10                                  | Jason Rüesch                | Suisse             | Demi-finale     |
| 11                                  | Johannes Fabian Kattnig     | Autriche           | Demi-finale     |
| 12                                  | Miha Simenč                 | Slovénie           | Demi-finale     |
| 13                                  | Simeon Deyanov              | Bulgarie           | Quart de finale |
| 14                                  | Andrej Segeč                | Slovaquie          | Quart de finale |
| 15                                  | Andreas Veerpalu            | Estonie            | Quart de finale |
| 16                                  | Petr Knop                   | République tchèque | Quart de finale |
| 17                                  | Joona Joensuu               | Finlande           | Quart de finale |
| 18                                  | Joonas Sarkkinen            | Finlande           | Quart de finale |
| 19                                  | Thomas Chambellant          | France             | Quart de finale |
| 20                                  | Arnis Petersons             | Lettonie           | Quart de finale |
| 21                                  | Nikita Khabarov             | Russie             | Quart de finale |
| 22                                  | Maksim Hardzias             | Biélorussie        | Quart de finale |
| 23                                  | Alexander Gotthalmseder     | Autriche           | Quart de finale |
| 24                                  | Richard Jouve               | France             | Quart de finale |
| 25                                  | Oleksii Krasovskyi          | Ukraine            | Quart de finale |
| 26                                  | Dawid Bril                  | Pologne            | Quart de finale |
| 27                                  | Manuel Perotti              | Italie             | Quart de finale |
| 28                                  | Florin Daniel Pripici       | Roumanie           | Quart de finale |
| 29                                  | Matthew Saurette            | Canada             | Quart de finale |
| 30                                  | Hamza Dursun                | Turquie            | Quart de finale |
| 31                                  | Adrian Clavero              | Espagne            | Qualification   |
| 32                                  | Takuto Terabayashi          | Japon              | Qualification   |
| 33                                  | Scott Dixon                 | Grande-Bretagne    | Qualification   |
| 34                                  | Zeno Bodnar                 | Hongrie            | Qualification   |
| 35                                  | Krešimir Crnković           | Croatie            | Qualification   |
| 36                                  | Jaunius Drusys              | Lituanie           | Qualification   |
| 37                                  | Matic Slabe                 | Slovénie           | Qualification   |
| 38                                  | Goran Kosarac               | Bosnie-Herzégovine | Qualification   |
| 39                                  | Martin Vögeli               | Liechtenstein      | Qualification   |
| 40                                  | Alex Gibson                 | Australie          | Qualification   |
| 41                                  | Gunnar Birgisson            | Islande            | Qualification   |
| 42                                  | Dimitrios Kyriazis          | Grèce              | Qualification   |
| 43                                  | Zafar Shakhmuratov          | Kirghizistan       | Qualification   |
| 44                                  | Eirik Stonor                | Danemark           | Qualification   |
| 45                                  | Hrachik Sahakyan            | Arménie            | Qualification   |
| 46                                  | Ji Won                      | Corée du Sud       | Qualification   |
| 47                                  | Alejo Hlopec                | Argentine          | Qualification   |
| 48                                  | Usukhbayar Dandar           | Mongolie           | Qualification   |
| 49                                  | Yaghoob Kiashemshaki        | Iran               | Qualification   |
| 50                                  | Velko Lozanoski             | Macédoine          | Qualification   |

### 5 km femmes
L'épreuve s'est déroulée le 17 janvier avec 40 participantes.
| Rang                                | Dossard | Nom                    | Pays               | Temps           | Écart           |
| ----------------------------------- | ------- | ---------------------- | ------------------ | --------------- | --------------- |
| Médaille d'or, Jeux olympiques      | 36      | Anastasia Sedova       | Russie             | 14 min 18 s 0   | —               |
| Médaille d'argent, Jeux olympiques  | 37      | Anamarija Lampič       | Slovénie           | 14 min 37 s 7   | + 0 min 19 s 7  |
| Médaille de bronze, Jeux olympiques | 39      | Lea Einfalt            | Slovénie           | 15 min 1 s 2    | + 0 min 43 s 2  |
| 4                                   | 33      | Silje Theodorsen       | Norvège            | 15 min 5 s 6    | + 0 min 47 s 6  |
| 5                                   | 38      | Alisa Zhambalova       | Russie             | 15 min 15 s 8   | + 0 min 57 s 8  |
| 6                                   | 28      | Victoria Carl          | Allemagne          | 15 min 20 s 9   | + 1 min 2 s 9   |
| 7                                   | 25      | Julia Belger           | Allemagne          | 15 min 32 s 5   | + 1 min 14 s 5  |
| 8                                   | 22      | Kozue Takizawa         | Japon              | 15 min 45 s 3   | + 1 min 27 s 3  |
| 9                                   | 35      | Jonna Sundling         | Suède              | 15 min 45 s 9   | + 1 min 27 s 9  |
| 10                                  | 19      | Nadine Fähndrich       | Suisse             | 15 min 56 s 6   | + 1 min 38 s 6  |
| 11                                  | 29      | Linn Eriksen           | Norvège            | 16 min 3 s 3    | + 1 min 45 s 3  |
| 12                                  | 10      | Barbora Klementová     | Slovaquie          | 16 min 16 s 5   | + 1 min 58 s 5  |
| 13                                  | 32      | Heather Mooney         | États-Unis         | 16 min 18 s 8   | + 2 min 0 s 8   |
| 14                                  | 40      | Katri Lylynperä        | Finlande           | 16 min 18 s 9   | + 2 min 0 s 9   |
| 15                                  | 27      | Oksana Shatalova       | Ukraine            | 16 min 22 s 0   | + 2 min 4 s 0   |
| 16                                  | 26      | Urszula Letocha        | Pologne            | 16 min 22 s 3   | + 2 min 4 s 3   |
| 17                                  | 30      | Maya Macisaac-Jones    | Canada             | 16 min 31 s 0   | + 2 min 13 s 0  |
| 18                                  | 21      | Leena Nurmi            | Finlande           | 16 min 34 s 6   | + 2 min 16 s 6  |
| 19                                  | 14      | Maki Ohdaira           | Japon              | 16 min 34 s 8   | + 2 min 16 s 8  |
| 20                                  | 1       | Ma Chun                | Chine              | 16 min 34 s 9   | + 2 min 16 s 9  |
| 21                                  | 15      | Kelly Vainlo           | Estonie            | 16 min 40 s 1   | + 2 min 22 s 1  |
| 22                                  | 34      | Lisa Unterweger        | Autriche           | 16 min 42 s 9   | + 2 min 24 s 9  |
| 23                                  | 13      | Ina Lukonina           | Biélorussie        | 16 min 48 s 8   | + 2 min 30 s 8  |
| 24                                  | 11      | Alice Canclini         | Italie             | 16 min 50 s 6   | + 2 min 32 s 6  |
| 25                                  | 12      | Rea Rausel             | Croatie            | 16 min 59 s 1   | + 2 min 41 s 10 |
| 26                                  | 23      | Alexandra Kun          | Kazakhstan         | 17 min 11 s 6   | + 2 min 53 s 6  |
| 27                                  | 16      | Constance Vulliet      | France             | 17 min 15 s 0   | + 2 min 57 s 0  |
| 28                                  | 31      | Sandra Bader           | Autriche           | 17 min 26 s 2   | + 3 min 8 s 2   |
| 29                                  | 6       | Kristina Kazlauskaite  | Lituanie           | 17 min 29 s 1   | + 3 min 11 s 1  |
| 30                                  | 24      | Petra Hynčicová        | République tchèque | 17 min 38 s 6   | + 3 min 20 s 6  |
| 31                                  | 20      | Alison Perrillat-Amede | France             | 17 min 41 s 7   | + 3 min 23 s 7  |
| 32                                  | 7       | Sarah Hale             | Grande-Bretagne    | 17 min 44 s 0   | + 3 min 26 s 0  |
| 33                                  | 17      | Lee Yeong-ae           | Corée du Sud       | 18 min 12 s 6   | + 3 min 54 s 6  |
| 34                                  | 9       | Lucy Glanville         | Australie          | 18 min 23 s 0   | + 4 min 5 s 0   |
| 35                                  | 18      | Simona Ungureanu       | Roumanie           | 18 min 52 s 9   | + 4 min 34 s 9  |
| 36                                  | 5       | Yaiza Barajas          | Espagne            | 19 min 4 s 0    | + 4 min 46 s 0  |
| 37                                  | 2       | Carlsen Caroline Ryge  | Danemark           | 20 min 4 s 8    | + 5 min 46 s 8  |
| 38                                  | 4       | Zane Eglite            | Lettonie           | 20 min 54 s 0   | + 6 min 36 s 0  |
| 39                                  | 3       | Lilit Tonoyan          | Arménie            | 20 min 59 s 6   | + 6 min 41 s 6  |
| —                                   | 8       | Kameliya Ilieva        | Bulgarie           | N'a pas terminé | N'a pas terminé |

### Sprint femmes
L'épreuve s'est déroulée le 19 janvier avec 40 participantes,,.
| Rang                                | Nom                    | Pays               | Performance     |
| ----------------------------------- | ---------------------- | ------------------ | --------------- |
| Médaille d'or, Jeux olympiques      | Silje Theodorsen       | Norvège            | Finale          |
| Médaille d'argent, Jeux olympiques  | Jonna Sundling         | Suède              | Finale          |
| Médaille de bronze, Jeux olympiques | Linn Eriksen           | Norvège            | Finale          |
| 4                                   | Anamarija Lampič       | Slovénie           | Finale          |
| 5                                   | Katri Lylynperä        | Finlande           | Finale          |
| 6                                   | Lea Einfalt            | Slovénie           | Finale          |
| 7                                   | Nadine Fähndrich       | Suisse             | Demi-finale     |
| 8                                   | Maya Macisaac-Jones    | Canada             | Demi-finale     |
| 9                                   | Leena Nurmi            | Finlande           | Demi-finale     |
| 10                                  | Petra Hynčicová        | République tchèque | Demi-finale     |
| 11                                  | Lisa Unterweger        | Autriche           | Demi-finale     |
| 12                                  | Victoria Carl          | Allemagne          | Demi-finale     |
| 13                                  | Alice Canclini         | Italie             | Quart de finale |
| 14                                  | Barbora Klementová     | Slovaquie          | Quart de finale |
| 15                                  | Anastasia Sedova       | Russie             | Quart de finale |
| 16                                  | Sarah Hale             | Grande-Bretagne    | Quart de finale |
| 17                                  | Alisa Zhambalova       | Russie             | Quart de finale |
| 18                                  | Ina Lukonina           | Biélorussie        | Quart de finale |
| 19                                  | Oksana Shatalova       | Ukraine            | Quart de finale |
| 20                                  | Kristina Kazlauskaite  | Lituanie           | Quart de finale |
| 21                                  | Julia Belger           | Allemagne          | Quart de finale |
| 22                                  | Ma Chun                | Chine              | Quart de finale |
| 23                                  | Urszula Letocha        | Pologne            | Quart de finale |
| 24                                  | Heather Mooney         | États-Unis         | Quart de finale |
| 25                                  | Kelly Vainlo           | Estonie            | Quart de finale |
| 26                                  | Sandra Bader           | Autriche           | Quart de finale |
| 27                                  | Yaiza Barajas          | Espagne            | Quart de finale |
| 28                                  | Simona Ungureanu       | Roumanie           | Quart de finale |
| 29                                  | Constance Vulliet      | France             | Quart de finale |
| 30                                  | Kozue Takizawa         | Japon              | Quart de finale |
| 31                                  | Lucy Glanville         | Australie          | Qualification   |
| 32                                  | Alexandra Kun          | Kazakhstan         | Qualification   |
| 33                                  | Alison Perrillat-Amede | France             | Qualification   |
| 34                                  | Maki Ohdaira           | Japon              | Qualification   |
| 35                                  | REA Rausel             | Croatie            | Qualification   |
| 36                                  | Kameliya Ilieva        | Bulgarie           | Qualification   |
| 37                                  | Zane Eglite            | Lettonie           | Qualification   |
| 38                                  | Lee Yeong-ae           | Corée du Sud       | Qualification   |
| 39                                  | Lilit Tonoyan          | Arménie            | Qualification   |
| 39                                  | Carlsen Caroline Ryge  | Danemark           | Qualification   |

### Relais mixte ski de fond/biathlon
L'épreuve s'est déroulée le 21 janvier avec 24 équipes composées de deux biathlètes et deux fondeurs.
| Rang                                | Dossard | Pays/Noms                                                                                    | Pénalités (A + D)        | Temps                                                                     | Écart           |
| ----------------------------------- | ------- | -------------------------------------------------------------------------------------------- | ------------------------ | ------------------------------------------------------------------------- | --------------- |
| Médaille d'or, Jeux olympiques      | 19      | Allemagne Franziska Preuß Victoria Carl Maximilian Janke Christian Stiebritz                 | 1+6 0+0 0+1 - 1+3 0+2 -  | 1 h 4 min 23 s 4 18 min 16 s 8 10 min 23 s 9 23 min 6 s 3 12 min 36 s 4   | —               |
| Médaille d'argent, Jeux olympiques  | 8       | Russie Ouliana Kaïcheva Anastasia Sedova Ivan Galushkin Alexander Selyaninov                 | 2+9 1+3 1+3 - 0+1 0+2 -  | 1 h 5 min 22 s 5 20 min 49 s 0 9 min 57 s 9 22 min 34 s 8 12 min 0 s 8    | + 0 min 59 s 1  |
| Médaille de bronze, Jeux olympiques | 12      | États-Unis Anna Kubek Heather Mooney Sean Doherty Patrick Caldwell                           | 0+5 0+1 0+2 - 0+1 0+1 -  | 1 h 5 min 23 s 0 20 min 27 s 1 11 min 9 s 3 21 min 29 s 6 12 min 17 s 0   | + 0 min 59 s 6  |
| 4                                   | 15      | Suisse Aita Gasparin Nadine Fähndrich Kenneth Schöpfer Jason Rüesch                          | 0+5 0+2 0+1 - 0+2 0+0 -  | 1 h 5 min 36 s 0 19 min 54 s 8 10 min 49 s 7 22 min 46 s 3 12 min 5 s 2   | + 1 min 12 s 6  |
| 5                                   | 14      | France Léa Ducordeau Constance Vulliet Fabien Claude Thomas Chambellant                      | 0+5 0+1 0+2 - 0+1 0+1 -  | 1 h 6 min 1 s 9 19 min 58 s 4 11 min 46 s 4 21 min 40 s 1 12 min 37 s 0   | + 1 min 38 s 5  |
| 6                                   | 5       | Suède Lotten Sjödén Jonna Sundling Niklas Forsberg Marcus Ruus                               | 0+9 0+2 0+3 - 0+2 0+2 -  | 1 h 6 min 7 s 9 20 min 31 s 9 10 min 41 s 8 22 min 31 s 1 12 min 23 s 1   | + 1 min 44 s 5  |
| 7                                   | 16      | Autriche Julia Reisinger Lisa Unterweger Michael Pfeffer Alexander Gotthalmseder             | 2+5 0+0 0+1 - 0+1 2+3 -  | 1 h 6 min 22 s 9 19 min 49 s 5 10 min 46 s 5 23 min 2 s 0 12 min 44 s 9   | + 1 min 59 s 5  |
| 8                                   | 6       | Estonie Meril Beilmann Kelly Vainlo Rene Zahkna Andreas Veerpalu                             | 0+4 0+1 0+1 - 0+1 0+1 -  | 1 h 6 min 37 s 7 20 min 32 s 6 11 min 40 s 2 21 min 43 s 6 12 min 41 s 3  | + 2 min 14 s 3  |
| 9                                   | 18      | Norvège Kristin Sandeggen Silje Theodorsen Kristian André Aalerud Chrisander Skjønberg Holth | 3+6 0+0 0+2 - 3+3 0+1 -  | 1 h 6 min 46 s 2 20 min 0 s 0 10 min 30 s 4 23 min 40 s 5 12 min 35 s 3   | + 2 min 22 s 8  |
| 10                                  | 11      | Kazakhstan Galina Vishnevskaya Alexandra Kun Ruslan Bessov Sergey Malyshev                   | 4+8 2+3 0+1 - 0+1 2+3 -  | 1 h 6 min 47 s 8 19 min 53 s 1 11 min 34 s 1 23 min 35 s 5 11 min 45 s 1  | + 2 min 24 s 4  |
| 11                                  | 17      | Italie Lisa Vittozzi Alice Canclini Xavier Guidetti Manuel Perotti                           | 0+7 0+2 0+2 - 0+2 0+1 -  | 1 h 7 min 5 s 7 20 min 29 s 4 11 min 19 s 5 22 min 34 s 0 12 min 42 s 8   | + 2 min 42 s 3  |
| 12                                  | 3       | République tchèque Jessica Jislová Petra Hynčicová Adam Václavík Petr Knop                   | 3+8 0+0 1+3 - 0+2 2+3 -  | 1 h 7 min 34 s 5 20 min 31 s 5 11 min 16 s 3 23 min 28 s 4 12 min 18 s 3  | + 3 min 11 s 1  |
| 13                                  | 4       | Canada Danielle Vrielink Maya Macisaac-Jones Stuart Harden Matthew Saurette                  | 0+4 0+1 0+0 - 0+0 0+3 -  | 1 h 8 min 10 s 9 20 min 43 s 2 11 min 8 s 6 23 min 18 s 9 13 min 0 s 2    | + 3 min 47 s 5  |
| 14                                  | 23      | Ukraine Anastasiya Merkushyna Oksana Shatalova Maksym Ivko Oleksii Krasovskyi                | 4+10 0+1 1+3 - 2+3 1+3 - | 1 h 8 min 48 s 9 20 min 15 s 3 11 min 6 s 2 24 min 44 s 0 12 min 43 s 4   | + 4 min 25 s 5  |
| 15                                  | 21      | Biélorussie Liudmila Kiaura Ina Lukonina Viktar Kryuko Maksim Hardzias                       | 1+8 0+1 1+3 - 0+2 0+2 -  | 1 h 9 min 32 s 7 22 min 22 s 6 11 min 14 s 8 22 min 28 s 7 13 min 26 s 6  | + 5 min 9 s 3   |
| 16                                  | 1       | Slovénie Eva Urevc Anamarija Lampič Miha Dovžan Miha Šimenc                                  | 4+9 1+3 3+3 - 0+2 0+1 -  | 1 h 10 min 10 s 0 22 min 46 s 1 10 min 42 s 0 23 min 30 s 2 13 min 11 s 7 | + 5 min 46 s 6  |
| 17                                  | 22      | Slovaquie Ivona Fialková Barbora Klementová Ondrej Kosztolanyi Andrej Segeč                  | 1+10 0+1 1+3 - 0+3 0+3 - | 1 h 10 min 14 s 7 22 min 20 s 5 10 min 55 s 5 24 min 20 s 8 12 min 37 s 9 | + 5 min 51 s 3  |
| 18                                  | 20      | Pologne Beata Lassak Urszula Łętocha Jakub Topor Dawid Bril                                  | 4+6 0+1 4+3 - 0+1 0+1 -  | 1 h 11 min 40 s 6 23 min 30 s 6 11 min 29 s 2 23 min 46 s 2 12 min 54 s 6 | + 7 min 17 s 2  |
| 19                                  | 7       | Finlande Jenny Ingman Katri Lylynperä Antti Repo Joonas Sarkkinen                            | 5+10 1+3 4+3 - 0+3 0+1 - | 1 h 12 min 28 s 6 24 min 55 s 0 11 min 3 s 5 23 min 56 s 2 12 min 33 s 9  | + 8 min 5 s 2   |
| 20                                  | 10      | Bulgarie Mariela Georgieva Kameliya Ilieva Radi Palevski Simeon Deyanov                      | 4+11 3+3 0+3 - 1+3 0+2 - | 1 h 14 min 0 s 5 23 min 47 s 6 11 min 59 s 0 25 min 18 s 5 12 min 55 s 4  | + 9 min 37 s 1  |
| 21                                  | 2       | Roumanie Iulia Ioana Tigani Simona Ungureanu Marius Petru Ungureanu Florin Daniel Pripici    | 2+10 1+3 0+2 - 1+3 0+2 - | 1 h 14 min 33 s 5 23 min 47 s 1 11 min 59 s 9 25 min 51 s 9 12 min 54 s 6 | + 10 min 10 s 1 |
| 22                                  | 13      | Lituanie Gaudvilė Nalivaikaitė Kristina Kazlauskaitė Arnoldas Mikelkevičius Jaunius Drūsys   | 3+9 2+3 0+2 - 0+1 1+3 -  | 1 h 14 min 57 s 8 24 min 32 s 0 11 min 46 s 5 24 min 55 s 3 13 min 44 s 0 | + 10 min 34 s 4 |
| 23                                  | 13      | Lettonie Gunita Gaile Zane Eglīte Linards Zēmelis Arnis Petersons                            | 0+6 0+2 0+2 - 0+1 0+1 -  | 1 h 17 min 29 s 0 25 min 15 s 8 13 min 54 s 3 24 min 31 s 3 13 min 47 s 6 | + 13 min 5 s 6  |
| 24                                  | 9       | Corée du Sud* Jang Jiyeon Lee Yeong-ae Choi Dujin Ji Won                                     | 7+12 1+3 2+3 - 3+3 1+3 - | 1 h 20 min 14 s 2 25 min 32 s 4 12 min 14 s 8 27 min 59 s 8 14 min 27 s 2 | + 15 min 50 s 8 |

* : La Corée du Sud a reçu une pénalité de 2 minutes.